# S.T.U.N. Runner
S.T.U.N. Runner est un jeu vidéo de course futuriste développé par la société américaine Atari Games, sorti en 1989 sur borne d'arcade. Le jeu a été adapté à partir de 1990 sur les ordinateurs Amiga, Amstrad CPC, Atari ST, Commodore 64, PC (DOS), ZX Spectrum et la console portable Lynx.

## À noter
Le jeu fonctionne sur le même système d'arcade que le jeu Hard Drivin' (1988).
La version arcade est disponible sur GameCube, PlayStation 2, Xbox (2005) et PC (Windows, 2006) dans la compilation Midway Arcade Treasures.